# 世安橋停留場
世安橋停留場（よやすばしていりゅうじょう）は、かつて熊本県熊本市にあった熊本市交通局川尻線に属した電停（廃駅）である。

## 構造
- 世安橋のたもとにあった専用軌道上の相対式2面2線であった。

## 歴史
- 1926年（大正15年）10月12日 熊本電気軌道が当駅 - 岡町間を新規開業させた際に開業。
- 1945年（昭和20年）12月1日 熊本市が百貫線と共に川尻線買収、熊本市交通局の路線となる。
- 1965年（昭和40年）2月21日 川尻線廃止に伴い、当駅も廃止。

## 現在
- 白川の河川改修で軌道跡は白川堤防になっている。

## 隣の停留場
熊本市交通局
川尻線
白川橋電停 - 世安橋電停 - 世安車庫前電停